# St. George's Hall (Arts and Letters Club)
Pour les articles homonymes, voir St. George's Hall.
St. George's Hall (connu aussi sous le nom de Arts and Letters Club) est un club privé situé 14, rue Elm à Toronto, qui rassemble des écrivains, architectes, musiciens, peintres et autres artistes.
Le club a été fondé en 1908 par un journaliste, et a déménagé en 1920 dans le bâtiment actuel, construit en 1891. C'est un édifice en briques et en pierres de trois étages, avec différents éléments en styles roman, flamand et médiéval. Il a été reconnu en tant que Lieu historique national du Canada en 2007.